# Karl von Stockhausen
Karl Heinrich Walter Freiherr von Stockhausen (* 29. April 1879 in Schlitz; † 15. Februar 1955 in München) war ein deutscher Elektroingenieur und albanischer Politiker.

## Leben

### Ausbildung
Als Sohn eines Forstmeisters und Kammerdirektors im hessischen Schlitz geboren, studierte Stockhausen von 1900 bis 1907 Elektrotechnik an der Königlich Sächsischen Technischen Hochschule in Dresden. Während seines Studiums war er 1901 Mitgründer der Freien Deutschen Studentenvereinigung, die sich nach Kontakt mit Gustav Stresemann und Vertretern des Allgemeinen Deutschen Burschenbundes (ADB) ab 1902 Burschenschaft Arminia nannte und in den ADB eintrat (ab 1950 Burschenschaft Arminia-Gothia zu Braunschweig). Nachdem er 1902 seine Diplom-Vorprüfung abgelegt hatte, wurde er im Wintersemester 1904/05 Diplomingenieur. 1907 wurde er zum Dr.-Ing. promoviert.

### Experte für Beleuchtung
In den folgenden Jahren publizierte und referierte er zu Fragen der Beleuchtung von Innenräumen und deren Auswirkungen auf das menschliche Auge. 1920 steuerte er das Kapitel Beleuchtung zu Hugo Selters Werk Grundriss der Hygiene bei.
1908 erfand Stockhausen zusammen mit dem Augenarzt Friedrich Schanz das sogenannte Euphosglas zur Filterung von UV-Licht, das international Beachtung fand, so in einem Werk der American Encyclopedia of Ophthalmology. Gemeinsam mit Schanz meldete er in mehreren Ländern entsprechende Patente an. Sie verfassten gemeinsam mehrere wissenschaftliche Aufsätze zur Ophthalmiatrie (siehe Veröffentlichungen). 1910 berichteten Stockhausen und Schanz auf einer Sitzung der Naturwissenschaftlichen Gesellschaft ISIS Dresden „über die Wirkungen der kurzwelligen Lichtstrahlen auf das Auge“. Zur Internationalen Hygiene-Ausstellung Dresden 1911 brachte er mit Walter Friese einen Sonderkatalog der Wissenschaftlichen Abteilung Beleuchtung heraus.
Am 29. August 1908 heiratete er in Frankenhausen Ottilie Rost (1887–1980). 1913 lebte er in Groß-Zschachwitz und patentierte einen Kochanzeiger.

### Kabinettsrat des Fürsten von Albanien
Stockhausen war mit Fürstin Sophie von Albanien befreundet und wurde albanischer Kabinettsrat. Nachdem der Fürst von Albanien, Ehemann von Sophie von Albanien, 1914 Albanien verlassen hatte, wohnte er jahrelang im Hause Stockhausens.
Am 9. März 1918 erhob ihn Großherzog Ernst Ludwig von Hessen und bei Rhein in den persönlichen großherzoglich-hessischen Adelsstand. Im selben Jahr wurde er vom im Exil befindlichen Fürsten von Albanien zum Freiherren ernannt. 1920 lebte er in Waldenburg (Sachsen).
Im Mai 1920 wurde von Stockhausen in Schweden wegen illegaler Einfuhr zu 50 Kronen Strafe verurteilt. Gemeinsam mit Anna zu Solms-Wildenfels, der Schwägerin des Bruders des Fürsten und späteren deutschen Botschafters in Schweden Viktor zu Wied, hatte er im August 1919 in der Nähe von Trelleborg die aus einem Flugzeug abgeworfenen Juwelen der Fürstin an sich genommen.

### Fabrikbesitzer in München
In den 1920er Jahren zog er nach Waldperlach bei München und gründete eine pharmazeutische Fabrik an der Grenze zwischen Neubiberg und Waldperlach, in der unter anderem die Pankrederma-Wundsalbe hergestellt wurde,
die bei Ulcus cruris und Verbrennungen empfohlen wurde. 1927 wurde unter seiner Leitung die Freiwillige Feuerwehr Waldperlach gegründet.
Er war Mitglied im Dresdner Elektrotechnischen Verein im Verband Deutscher Elektrotechniker. 1925 erhielt er weitere Patente für einen Beleuchtungskörper.
Stockhausen wurde in den 1920er Jahren Ehrenmitglied der Burschenschaft Teja-Bavaria München, einer durch studierende Angehörige des Freikorps Oberland 1920 gegründeten Studentenverbindung. 1935 ging die Teja-Bavaria in der Wehrschaft Palaio-Germania München, einer dezidiert nationalsozialistisch ausgerichteten Studentenverbindung auf, der Stockhausen dann ebenso angehörte.
1934 wohnte er in Waldperlach (1930 nach München eingemeindet). 1937 wurde von Stockhausen Mitglied der NSDAP (Mitgliedsnummer 4.472.381).
Er starb 1955 in München.
Bei der Stiftung Niedersächsisches Wirtschaftsarchiv sind von Stockhausens Korrespondenz und Briefwechsel der Jahre 1908 bis 1922 archiviert.

## Veröffentlichungen
- Untersuchungen über den eingeschlossenen Lichtbogen bei Gleichstrom. Dissertation der Königlichen Technischen Hochschule zu Dresden 1907.
- Die Beleuchtung von Arbeitsplätzen und Arbeitsräumen. In: J. H. Bechhold (Hrsg.): Die Umschau, XI. Jahrgang Nr. 50, vom 7. Dezember 1907, Frankfurt am Main, S. 991–992.[22]
- Gemeinsam mit Friedrich Schanz:
  - Wie schützen wir unsere Augen vor der Einwirkung der ultravioletten Strahlen unserer künstlichen Lichtquellen? In: Albrecht von Graefes Archiv für Ophthalmologie. Band 69, 1909, S. 49–74.[23]
  - Über die Wirkung der ultravioletten Strahlen auf das Auge. In: Albrecht von Graefes Archiv für Ophthalmologie. Band 69, 1909, S. 452–462.[24]
  - Über Blendung. In: Albrecht von Graefes Archiv für Ophthalmologie. Band 71, 1909, S. 175–185.[25]
  - Über die Fluorescenz der Linse. In: Albrecht von Graefes Archiv für Ophthalmologie. Band 73, 1910, S. 184–187.[26]
  - Zur Ätiologie des Glasmacherstars. In: Albrecht von Graefes Archiv für Ophthalmologie. Band 73, 1910, S. 553–560.[27]
  - Weiteres über Blendung. In: Albrecht von Graefes Archiv für Ophthalmologie. Band 73, 1910, S. 561–565.[28]
- Kapitel IX: Beleuchtung. In: Hugo Selter (Hrsg.): Grundriss der Hygiene. Band II: Hygiene im Städtebau und in der Wohnung. Berlin, Heidelberg 1920, S. 253–311.[29]